# Нора Джонс
Нора Джонс (англ. Norah Jones; нар. 30 березня 1979, Нью-Йорк) — американська співачка і піаністка. Її справжнє ім'я англ. Geetali Norah Jones Shankar, яке вона змінила коли їй було 16 років.

## Біографічні відомості

### Дитинство
Джонс є позашлюбною дочкою індійського музиканта Раві Шанкара (Ravi Shankar). Після того як батьки розлучилися у 1986 році, вона залишилася з мамою Сью Джонс (Sue Jones). З нею маленька Нора провела своє дитинство у Далласі, штат Техас. Вона вступила до музичної школи при Університеті Північного Техасу, факультет — джазове фортепіано, але через два роки переїхала до Нью-Йорку, де почала виступати з групою Wax Poetic. Вона часто виступає з гітаристом Чарлі Хантером (Charlie Hunter), її музику порівнюють з досягненнями Біллі Холідей (Billie Holiday) і Ніни Сімон (Nina Simone).
У п'ять років вона почала співати в хорі, два роки по тому почала уроки гри на фортепіано, у початковій школі грала також на альт-саксофоні. Вчилася в ексклюзивній школі Букера Т. Вашингтона (Booker T. Washington) на факультеті виконавських та візуальних мистецтв (Performing and visual Arts), випускником якого, між іншими, є Ерика Баду [Erykah Badu]). Свій перший концерт Нора зіграла у день шістнадцятиріччя, у місцевому кафе. Вона виконала версію I'll Be Seeing You Ети Джеймс (Etta James), улюбленої пісні Біллі Холідей. Ще в середній школі, у 1996 році, Нора виграла студентську музичну нагороду Down Beat в категорії «Найкраща джазова вокалістка» і «Найкраща оригінальна композиція» і посіла друге місце в категорії «Найкраща джазова вокалістка» в 1997 році. Після закінчення школи Джонс почала навчання в університеті Північного Техасу (North Texas), де спеціалізувалася у джаз-фортепіано. Співала також з групою Лашло (Laszlo), граючи музику, яку вона описує як «темний джаз-рок».

### Творчий доробок
У вересні 2000 року, з ініціативи її друзів, Нора послала демо-запис до видавництва Blue Note Records. Це було, за її словами, одним з найкращих досі зроблених рішень. У 2003 році її перший альбом Come Away With Me був записаний у джазовому стилі з поєднанням соулу та фолку, здобув 8 нагород Ґреммі, включаючи приз за Найкращого Нового Артиста і продався тиражем у більш ніж 18 мільйонів копій по всьому світі.
Її другий альбом Feels Like Home, випущений 9 лютого 2004, був стилістично схожим на перший, але більш натхненний музикою кантрі. Альбом містить 13 композицій, з яких 7, в цілому або частково, написані Норою. У створенні матеріалу брали участь також члени ансамблю: Лі Олександр (Lee Alexander), Кевін Брейт (Kevin Breit), Андрій Боргер (Andrew Borger), Адам Леви (Adam Levy) і Дару Ода (Daru Oda). До альбому включені також кавер-версії пісень Таунса Ван Зандта (Townes Van Zandt), Тома Вейтса, Кетлін Бреннан (Kathleen Brennan) і Дюка Еллінгтона (Duke Ellington). У записі Feels Like Home взяли участь гості — Доллі Партон (Dolly Parton), Левон Хелм (Levon Helm) і Гарт Хадсон (Garth Hudson) з групи The Band.
В результаті усього за один тиждень Feels Like Home було продано більше 1 мільйона копії, а тижневик Тайм (Time) помістив Джонс у список «найвпливовіших людей 2004 року».
У січні 2007 року вийшов наступний альбом Джонс Not Too Late. Цього разу у записі взяли участь спеціальні гості, в тому числі: співачка М. Уорд (M. Ward), джаз органіст Ларри Голдінгс (Larry Goldings) і віолончеліст Kronos Quartet — Джефф Зіглер (Kronos Quartet — Jeff Ziegler).
У 2007 році Нора Джонс дебютує як актриса. Вона грала головну роль у фільмі Мої чорничні ночі (My Blueberry Nights), поряд з Наталі Портман і Джуд Лоу. У 2009 році грала у незалежному фільмі Wah Do Dem.
У четвертому студійному альбомі Нори Джонс The Fall артистка експериментувала з різними звуками і працювала з новими музикантами а також з Жакіром Кінгом (Jacquir King), продюсером і звукорежисером, який сприяв успіху, зокрема, Тома Вейтса, а також таких груп як Kings of Leon і Modest Mouse.
Цей альбом Нори є одним з перших дисків доступних у новому форматі iTunes LP, обслуговуваний програмою iTunes 9, який являє собою зовсім новий підхід до візуальних аспектів музики, пропонуючи захопливий досвід з включеним відео з концертів, текстами пісень, графічними проектами, замітками видань CD, інтерв'ю, фотографіями, інформаціями про авторів альбомів і багато іншого.

## Дискографія

### Студійні альбоми
- Come Away with Me (2002)
- Feels like Home (2004)
- Not Too Late (2007)
- The Fall (2009)
- Little Broken Hearts (2012)

### Збірки
- The Greatest Hits (Limited edition) (2008)
- …Featuring (2010)

### Інші
- First Sessions (EP) (2001)
- New York City (2003)
- The Little Willies (2006)
- El Madmo (2008)

## Фільмографія
| Рік  |   | Українська назва                                 | Оригінальна назва                                | Роль           |
| ---- | - | ------------------------------------------------ | ------------------------------------------------ | -------------- |
| 2002 | с | Суботнього вечора в прямому ефірі                | Saturday Night Live                              | гість (S28E7)  |
| 2002 | ф | Кохання з повідомленням                          | Two Weeks Notice                                 | камео          |
| 2004 | с | Суботнього вечора в прямому ефірі                | Saturday Night Live                              | гість (S29E14) |
| 2007 | ф | Мої чорничні ночі                                | My Blueberry Nights                              | Елізабет       |
| 2009 | с | 30 потрясінь                                     | 30 Rock                                          | камео (S3E22)  |
| 2009 | ф | Wah Do Dem                                       | Wah Do Dem                                       | Віллоу         |
| 2010 | ф | The Greatest Ears in Town: The Arif Mardin Story | The Greatest Ears in Town: The Arif Mardin Story |                |
| 2012 | ф | Третій зайвий                                    | Ted                                              | камео          |

## Статті про Нору Джонс українською мовою
- Олена Синицька. Медовик із перцем (про альбом «The Fall» 2009 року) // Український тиждень. — 2009. — № 51 (112), 18-24 грудня. — С. 71. [Архівовано 25 серпня 2014 у Wayback Machine.]
- Данило Ільницький. Два обличчя Нори Джонс // Часопис |А:| мистецької спільноти Collegium Musicum. — 2016. — 16 січня. [Архівовано 4 березня 2021 у Wayback Machine.]